# Raión de Ashtarak
El raión de  es uno de los cuatro raiones que forman la provincia armenia de Aragatsotn. Su población a fecha de 12 de octubre de 2011 era de 64 287 habitantes.
Está formado por las siguientes aldeas y ciudades (c):
- Agarak 1564
- Aghtsk 1614
- Antarut 357
- Aragatsotn 1015
- Artashavan 589
- Aruch 1014
- Ashtarak 18 834
- Avan 715
- Bazmaghbyur 888
- Byurakan 4345
- Dprevank 47
- Ghazaravan 450
- Karbi 3666
- Karin 428
- Khnusik 3
- Kosh 2513
- Lernarot 308
- Mughni 781
- Nor Amanos 630
- Nor Yedesia 1065
- Ohanavan 2312
- Orgov 418
- Oshakan 4780
- Parpi 1970
- Saghmosavan 158
- Sasunik 2455
- Shamiram 1989
- Tegher 57
- Ujan 2505
- Ushi 1617
- Verin Sasunik 58
- Voskehat 974
- Voskevaz 4168[1]